# Itsy Bitsy Teenie Weenie Yellow Polkadot Bikini
«Itsy Bitsy Teenie Weenie Yellow Polkadot Bikini» — американская песня, в которой рассказывается о стеснительной девушке в жёлтом бикини в горошек. Песня написана Полом Вансом (Paul Vance) и Ли Покриссом (Lee Pockriss).

## История
Впервые песня была выпущена в августе 1960 года в исполнении Брайана Хайланда, и заняла первые места в хит-парадах. Один из авторов песни Пол Ванс, начиная с 1960 года, заработал на этой песне несколько миллионов долларов. Он отзывался о ней как о «денежной машине».

## В других проектах
- Песня появляется в комедии 1961 года One, Two, Three — в ключевой сцене, когда персонажа «Отто», подозреваемого в шпионаже, при помощи этой песни пыталась «пытать» полиция ГДР. Для закрепления успеха фильма был выпущен даже специальный саундтрек.
- Песня появляется также в фильмах Сёстры по несчастью 2 и Месть полудурков 2.
- В 1983 году песня в исполнении группы «Stars on 45» вышла на грампластинке фирмы «Мелодия» под названием «Маленькое жёлтое бикини в горошек».
- Песня использовалась в рекламе йогурта Yoplait Light[1].